# پابلو لارائین
پابلو لارائین (انگلیسی: Pablo Larraín; ۱۹ اوت ۱۹۷۶) کارگردان، فیلم‌نامه‌نویس و تهیه‌کننده اهل شیلی است.
او ۷ فیلم بلند و یک سریال تلویزیونی کارگردانی کرده‌است.

## زندگی و حرفه
پابلو لارایین ماته، پسر استاد حقوق (و بعدتر سناتور اتحادیه دموکرات مستقل) هرنان لارایین و ماگدالنا ماته، وزیر اسبق مسکن و شهرسازیِ دولت سباستین پینیه‌را، در ۱۹ اوت ۱۹۷۶ در سانتیاگو شیلی به دنیا آمد.

## زندگی شخصی
او در سال ۲۰۱۲ با آنتونیا زیگرس بازیگر شیلیایی ازدواج کرده‌است.

## فیلم‌شناسی

### کارگردان
- فرار (۲۰۰۶)
- تونی مانرو (۲۰۰۸)
- کالبدشکافی (۲۰۱۰)
- نَه (۲۰۱۲)
- باشگاه (۲۰۱۵)
- نرودا (۲۰۱۶)
- جکی (۲۰۱۶)

### تهیه‌کننده
- اولیس (۲۰۱۱)
- سال ببر (۲۰۱۱)
- ۴:۴۴ آخرین روزِ زمین (۲۰۱۱)
- گلوریا (۲۰۱۳)
- باشگاه (۲۰۱۵)
- زن شگفت‌انگیز (۲۰۱۷)